# Aeropuerto Viejo
El barrio de Aeropuerto Viejo en Sevilla está ubicado en lo que antaño eran las afueras de la ciudad, en la zona norte de la capital andaluza.
Los orígenes son de 1922, cuando se construyen los hangares para el que estaba previsto fuera el aeropuerto de Sevilla. Los terrenos son adquiridos por Deustche Zeppelli, empresa que crea una ruta en Zeppelin de Sevilla a Larache. En 1932 se desplaza el aeropuerto a Tablada y posteriormente a su actual asentamiento en San Pablo. Desde los años veinte empiezan a establecerse familias en la zona. Son en su mayoría inmigrantes granadinos y portugueses que compran pequeños lotes de tierra y se dedican a la agricultura.
Aeropuerto Viejo se sitúa sobre uno de los ejes de acceso más significativos de la aglomeración de Sevilla, el que une el Aeropuerto con la Estación Central de Santa Justa.
Hasta 2006, Aeropuerto Viejo estaba adscrito al Distrito Macarena, pero en la actualidad forma parte del Distrito Norte.
Es uno de los barrios más tranquilos de Sevilla y es conocido por su particular disposición de calles y viviendas cohabitando con zona de huerta.
En el barrio aún quedan vestigios de la presencia de anclajes del Zeppelin.